# Marcos Alberto Skavinski
Marcos Alberto Skavinski (sinh ngày 28 tháng 3 năm 1975) là một cầu thủ bóng đá người Brasil.

## Sự nghiệp câu lạc bộ
Marcos Alberto Skavinski đã từng chơi cho Kawasaki Frontale.

## Thống kê câu lạc bộ

### J.League
| Đội               | Năm       | J.League | J.League | J.League Cup | J.League Cup | Tổng cộng | Tổng cộng |
| Đội               | Năm       | Trận     | Bàn      | Trận         | Bàn          | Trận      | Bàn       |
| ----------------- | --------- | -------- | -------- | ------------ | ------------ | --------- | --------- |
| Kawasaki Frontale | 2006      | 28       | 2        | 9            | 1            | 37        | 3         |
| Tổng cộng         | Tổng cộng | 28       | 2        | 9            | 1            | 37        | 3         |